# 2885 Palva
2885 Palva eller 1939 TC är en asteroid i huvudbältet som upptäcktes den 7 oktober 1939 av den finske astronomen Yrjö Väisälä vid Storheikkilä observatorium. Den har fått sitt namn efter Tauno Pavla svärson till upptäckaren.